# Reddyanus lao
Espèce
Synonymes
- Isometrus lao Lourenço & Leguin, 2012

Reddyanus lao est une espèce de scorpions de la famille des Buthidae.

## Distribution
Cette espèce est endémique de la province de Luang Prabang au Laos,. Elle se rencontre vers Luang Prabang.

## Description
Le mâle holotype mesure 40,7 mm et la femelle paratype 37,7 mm.

## Systématique et taxinomie
Cette espèce a été décrite par Lourenço et Leguin en 2012. Elle est placée en synonymie avec Isometrus petrzelkai par Kovařík en 2013. Elle est relevée de synonymie par Kovařík et Šťáhlavský en 2019, confirmé par Tang en 2025.

## Étymologie
Son nom d'espèce lui a été donné en référence au lieu de sa découverte, le Laos.

## Publication originale
- Lourenço & Leguin, 2012 : « A new species of Isometrus Ehrenberg, 1828 (Scorpiones: Buthidae) from Laos. » Acta Arachnologica, vol. 61, no 2, p. 71-76.